# Rajd Grecji 1990
Rajd Akropolu 1990 - Rajd Grecji (37. Acropolis Rally) – 37 Rajd Grecji rozgrywany w Grecji w dniach 3-6 czerwca. Była to piąta runda Rajdowych mistrzostw świata w roku 1990. Rajd został rozegrany na nawierzchni szutrowej. Baza imprezy była zlokalizowana w mieście Ateny.

## Wyniki końcowe rajdu[1]
| Msc. | Kierowca               | Pilot                | Samochód                   | Czas    | Strata   | Grupa | Punkty |
| ---- | ---------------------- | -------------------- | -------------------------- | ------- | -------- | ----- | ------ |
| 1    | Carlos Sainz           | Luis Moya            | Toyota Celica GT-Four      | 7:34.44 | 0.0      | A8    | 20     |
| 2.   | Juha Kankkunen         | Juha Piironen        | Lancia Delta Integrale 16V | 7:35.30 | +0.46    | A8    | 15     |
| 3.   | Miki Biasion           | Tiziano Siviero      | Lancia Delta Integrale 16V | 7:37.42 | +2.58    | A8    | 12     |
| 4.   | Mikael Ericsson        | Claes Billstam       | Toyota Celica GT-Four      | 7:49.40 | +14.56   | A8    | 10     |
| 5.   | Alex Fiorio            | Luigi Pirollo        | Lancia Delta Integrale 16V | 8:02.07 | +27.33   | A8    | 8      |
| 6.   | Michele Rayneri        | Loris Roggia         | Lancia Delta Integrale 16V | 8:22.08 | +47.24   | A8    | 6      |
| 7.   | Ioánnis Vardinoyiannis | Kóstas Stefanis      | Lancia Delta Integrale 16V | 8:36.57 | +1:02.13 | A8    | 4      |
| 8.   | Ian Duncan             | Yvonne Mehta         | Subaru Legacy RS           | 8:52.39 | +1:17.55 | N4    | 3      |
| 9.   | Gustavo Trelles        | Daniel Muzio         | Lancia Delta Integrale 16V | 8:59.10 | +1:24.26 | N4    | 2      |
| 10.  | Pavlos Moschoutis      | Efthiminios Sassalos | Nissan 200SX               | 9:02.05 | +1:27.21 | A8    | 1      |

## Klasyfikacja po 5 rundach
Tabele przedstawiają tylko pięć pierwszych miejsc.

### Kierowcy
| Lp. | Kierowca        | Pkt |
| --- | --------------- | --- |
| 1   | Carlos Sainz    | 60  |
| 2   | Didier Auriol   | 55  |
| 3   | Massimo Biasion | 44  |
| 4   | Juha Kankkunen  | 42  |
| 5   | Mikael Ericsson | 26  |

### Producenci
| Lp. | Producent | Pkt |
| --- | --------- | --- |
| 1   | Lancia    | 94  |
| 2   | Toyota    | 74  |
| 3   | Subaru    | 19  |
| 4   | BMW       | 14  |
| 5   | Renault   | 12  |